# Église Sainte-Thérèse de Rueil-Malmaison
L’église Sainte-Thérèse est une église située 16 boulevard des Côteaux à Rueil-Malmaison (Hauts-de-Seine).

## Description
C'est un édifice bâti sur un plan allongé et rectangulaire, à un vaisseau et un chevet plat avec un toit à longs pans.

## Historique
Cette église a été construite en 1959, grâce à la volonté et au dévouement des fidèles du voisinage.
En 1968, lui sont adjointes des salles de catéchisme, qui deviendront la salle Sainte-Marthe et la chapelle Sainte-Geneviève. Celle-ci est rénovée au début des années 2020.

## Paroisse
La paroisse dispose d'une bibliothèque religieuse, ouverte à tous. Depuis 1984, elle est jumelée avec la paroisse de Maria Taw, dans le Ioba, diocèse de Diébougou.

## Pour approfondir